# Bährenbruch
Der Bährenbruch ist ein Naturschutzgebiet in der deutschen Stadt Porta Westfalica. Es ist rund 8,5 Hektar groß und wird unter der Bezeichnung MI-046 geführt.
Das Gebiet liegt nördlich des Ortsteiles Eisbergen und südlich der Autobahn 2 am Südhang des Wesergebirges.
Die Unterschutzstellung soll zur Erhaltung des vielfältig strukturierten Biotopkomplexes dienen. Das Biotop ist mit seinen naturnahen Fließgewässern und einer sich selbst überlassenen Trockenabgrabung und Tümpeln ein Refugium für seltene Tier- und Pflanzenarten entstanden. Es ist insbesondere auch wegen seiner Feucht- und Nasswiesen, Großseggenrieden und Röhrichte schützenswert.